# Хенри Кисинджър
 Хенри Алфред Кисинджър (на английски: Henry Alfred Kissinger), роден като Хайнц Алфред Кисингер (на немски: Heinz Alfred Kissinger) е американски политик, историк и политолог от германско-еврейски произход.
Съветник по националната сигурност на президента на САЩ (1969 – 1975), държавен секретар на САЩ (1973 – 1977) и носител на Нобелова награда за мир за 1973 г. (заедно с Ле Дък Тхо) за приноса му за прекратяване на Виетнамската война. Почетен член на Международния олимпийски комитет от 2000 г.
Кисинджър полага клетва като 56-и държавен секретар на САЩ на 22 септември 1973 г. и остава на този пост до 20 януари 1977 г. Съветник е на американския президент по въпросите на националната сигурност от 20 януари 1969 г. до 3 ноември 1975 г.
Кисинджър играе видна роля във външната политика на САЩ между 1969 и 1977 г., пионер е в политиката на разведряване със Съветския съюз, организира отварянето на отношенията с Китайската народна република, участва в т.нар. „совалкова дипломация“ в Близкия изток за край на войната от Йом Кипур и в преговорите за Парижкото мирно споразумение, което слага край на американското участие във войната във Виетнам. След като напуска правителството, той създава Kissinger Associates, международна геополитическа консултантска фирма. Кисинджър е автор на над дузина книги за история на дипломацията и международните отношения.

## Биография
Кисинджър е роден във Фюрт, Германия, в религиозно еврейско семейство. През 1938 г., когато Кисинджър е на 15 години, семейството бяга от нацистките преследвания, като за кратко емигрира в Лондон, Англия, преди да пристигне същата година в Ню Йорк. Кисинджър получава американско гражданство през 1943 г. Служи в армията от 1943 г. до 1946 г. Завършва Харвардския колеж на Харвардския университет през 1950 г. като бакалавър по хуманитарни науки със summa cum laude („с най-висока похвала“). През 1952 и 1954 г. Кисинджър получава съответно степените магистър по хуманитарни науки и PhD (доктор по философия) в Харвардския университет. От 1954 г. до 1969 г. е преподавател в същия университет. От 1952 г. до 1969 г. е директор на организирания от него и поддържан от ЦРУ Международен харвардски семинар.
В епизод на предаването „Hardball“ по CNBC от 5 април 1999, анализирайки последиците от предстоящото отделяне на Косово за статута на албанците в Македония, той казва, че почти всички славянски жители на областта са българи (...the Slavs in Macedonia who are almost exclusively Bulgarians...).
Умира на 29 ноември 2023 г. на стогодишна възраст. Кисинджър е най-дълго живелият държавен секретар в историята на САЩ.

## Издания на български
- Кисинджър, Хенри. Дипломацията.   „Труд“, 1997. ISBN 954-528-069-7.
- Кисинджър, Хенри. Години на промяна.   „Прозорец“, 1999. ISBN 954-733-101-9.
- Кисинджър, Хенри. Стенограмите на Кисинджър. Свръхсекретнтие преговори с Пекин и Москва.   „Прозорец“, 2002. ISBN 9547332929.
- Кисинджър, Хенри. Политиката. Към дипломацията на XXI век.   „Труд“, 2002. ISBN 9545283408.
- Кисинджър, Хенри. Кризите.   „Труд“, 2004. ISBN 9545284447.